# Copyright Alert System
Copyright Alert System (CAS) — частная система для оповещения, обучения и наказания абонентов сети Интернет Интернет-провайдеров AT&T, Cablevision, Time Warner Cable, Verizon и Comcast в США. Действия CAS основаны на обвинении протокола BitTorrent и файлообменных сетей в использовании для распространения защищенного авторскими правами материала из списка конкретных развлекательных корпораций и их зарегистрированного в CAS контента. Программа ограничена только подписчиками перечисленных выше интернет-провайдеров. Пресса назвала CAS программой «шести предупреждений» («six strikes» program).
CAS предназначен быть системой en:graduated response, в которой участвующие провайдеры будут отправлять пользователям до 6 электронных предупреждений, уведомляющих абонента о предполагаемом нарушении авторских прав, как сообщает служба мониторинга, работающая от имени участвующих владельцев авторских прав. Если нарушение авторских прав зафиксировано после последнего предупреждения, интернет-провайдеры согласились применить is reported after a final warning, the ISPs have agreed to implement «меры по смягчению» («mitigation measures»), которые включают в себя наказания, например ограничение скорости подключения (en:bandwidth throttling).
7 июля 2011 (Центр информации об авторских правах) выпустил CAS framework после 3 лет разработки. После многочисленных задержек, интернет-провайдеры начали его использование в конце февраля 2013.
В 2017 году CAS завершила работу.

## Обзор
Центр информации об авторских правах использует услуги MarkMonitor, чтобы следить за деятельностью, которая подозревается в нарушении авторских прав. Хотя MarkMonitor следит за большим количеством точек, в начале 2013 Electronic Frontier Foundation (EFF) сообщила, что для нужд CAS компания будет следить только за p2p-трафиком с публичных BitTorrent-трекеров. Copyright Alert System не использует технологию deep packet inspection:361.
Проверка системы MarkMonitor для CAS показала, что только отслеживается только отправка данных, а подозрения в нарушении обнаруживаются, когда BitTorrent-клиент компании MarkMonitor успешно получает от одного из пользователей BitTorrent части известного контента, нарушающего авторские права. Части сравниваются с частями уже известного контента, предоставленного правообладателями.
Когда подозреваемое нарушение обнаруживается, уведомляется интернет-провайдер, предоставляющий IP-адрес, с которого осуществлялось нарушение. Интернет-провайдер, в свою очередь, уведомляет пользователя, которому во время зафиксированного нарушения был предоставлен соответствующий IP-адрес, в том, что он подозревается в нарушении авторских прав и предупреждает о возможных последствиях. Пользователи, которые продолжают получать предупреждения, могут получить до 6 предупреждений в виде всплывающих сообщений и сообщений по электронной почте, прежде чем интернет-провайдером будут приняты более строгие меры.